# The Carrie Diaries
The Carrie Diaries is een televisieserie die in de Verenigde Staten vanaf het middenseizoen van 2013 wordt uitgezonden door The CW Television Network. Het tienerdrama is een prequel van Sex and the City en is gebaseerd op de gelijknamige boekenreeks van Candace Bushnell. De serie is ontwikkeld door Josh Schwartz en Stephanie Savage, makers die ook verantwoordelijk zijn voor The O.C. en Gossip Girl.

## Verhaal
De setting is Connecticut in het jaar 1984. Carrie Bradshaw is een 16-jarige scholiere in een dorpje op een uur rijafstand van New York. Samen met haar beste vriendinnen Mouse en Maggie brengt ze haar puberteit door, terwijl ze binnenshuis het recente verlies van haar moeder probeert te verwerken met haar vader Tom en rebelse jongere zus Dorrit. Tijdens het nieuwe schooljaar wordt ze verliefd op de nieuweling van de school, Sebastian. Concurrentie krijgt ze van Donna, het populairste meisje van de school. De driehoeksverhouding wordt verder in conflict gebracht als Carrie een stage krijgt bij een advocatenbureau in Manhattan. Ze probeert met enige moeite haar leven op school te combineren met haar carrière in de grote stad.

## Rolverdeling
| Personage         | Acteur          | Beschrijving |
| ----------------- | --------------- | --- |
| Carrie Bradshaw   | AnnaSophia Robb | De protagoniste van de serie. Ze is een 16-jarige middelbare scholier in een dorpje die ervan droomt om ooit schrijfster te worden in New York. Ze is eens per week werkzaam in een advocatenbureau in Manhattan, en probeert haar leven in zowel Connecticut als New York in stand te houden. |
| Sebastian Kydd    | Austin Butler   | Sebastian is de nieuweling op de middelbare school in Connecticut en krijgt al snel de reputatie als bad boy toegewezen. Hij is een rijkeluiskind uit een liefdeloze familie en toont interesse in Carrie, maar geniet tegelijkertijd ook van de aandacht die hij krijgt van Donna.            |
| Jill 'Mouse' Chen | Ellen Wong      | Mouse is een van de beste vriendinnen van Carrie en staat op school bekend als een hardleerse studente die al sinds ze zich kan herinneren door haar ouders wordt gestuurd om ooit toegelaten te worden aan Harvard.                                                                           |
| Maggie Landers    | Katie Findlay   | Maggie is de andere beste vriendin van Carrie en staat op school bekend om haar sarcastische humor en gevoel voor drama. Ze is zelfverzekerd en staat haaks tegenover Mouse's leergierigheid. Net als Sebastian komt Maggie uit een liefdeloze familie.                                        |
| Dorrit Bradshaw   | Stefania Owen   | De veertienjarige zus van Carrie. Dorrit had een zeer hechte band met haar moeder en kan haar verlies niet verwerken. Ze gedraagt zich zeer apathisch en werkt zich opzettelijk in de nesten om zodoende aandacht van haar vader te krijgen.                                                   |
| Walt Reynolds     | Brendan Dooling | Een van de beste vrienden van Carrie. Als de serie begint, heeft Walt een relatie met Maggie, maar al gauw wordt duidelijk dat hij twijfelt over zijn seksuele geaardheid. |
| Donna LaDonna     | Chloe Bridges   | Het populairste meisje op school. Donna wordt gevreesd door velen omwille haar oppervlakkige en gemene persoonlijkheid. Ze is de leider van een kliekje genaamd 'The Jens' en ziet Carrie als haar grote rivale.                                                                               |
| Larissa Loughlin  | Freema Agyeman  | Larissa is een hippe Britse redactrice bij het tijdschrift Interview in Manhattan. Ze dient als Carries mentor in de grote stad. |
| Tom Bradshaw      | Matt Letscher   | De overbeschermende vader van Carrie en Dorrit. Hij heeft moeite met zijn nieuwe rol als weduwnaar en raakt regelmatig in conflict met zijn dochters wat betreft de regels in huis. |

## Productie
In september 2011 werd officieel aangekondigd dat de boekenreeks The Carrie Diaries door Josh Schwartz en Stephanie Savage omgebouwd zou worden tot een televisieserie voor The CW. Voordat er werd gekozen voor een televisieserie, werd enkele maanden eerder berichtgeving gemaakt van een filmbewerking van de boekenreeks met Elizabeth Olsen, Blake Lively, Emma Roberts en Selena Gomez in de hoofdrollen. Voormalig Sex and the City-schrijfster Amy B. Harris ontfermde zich over de adaptatie. Vanwege het materiaal, waarin tieners op de voorgrond staan, wilde HBO de bewerking niet in overweging nemen. In januari 2012 werd door The CW een pilotaflevering besteld. Deze pilot werd in mei dat jaar goedgekeurd een afgekondigd als een toekomstige serie. Deze serie ging in januari 2013 in première: er werden dertien afleveringen besteld voor het eerste seizoen.
In februari 2012 werden de meeste castleden aangekondigd. Na een lange zoektocht naar de juiste actrice, werd AnnaSophia Robb geplaatst in de titelrol. In tegenstelling tot de meeste series, die worden opgenomen in Los Angeles, vond de productie van The Carrie Diaries plaats in New York. De crew heeft veel aandacht besteed aan de historische accuraatheid van het New Yorkse straatbeeld van de jaren 80, maar lieten de Twin Towers opzettelijk weg uit de gebruikte establishing shots. Amy B. Harris vertelde hierover in een interview: "Toen we er voor gingen zitten, hebben we dit unaniem besloten. Als we ook maar één persoon pijn zouden doen, dan zou het een verkeerde beslissing zijn geweest om de Twin Towers in beeld te brengen. Ik zou niet willen dat ze uit alle films en series worden geschrapt die zich voor 2001 afspelen, maar nu wij de keus hadden leek het beter zo. Deze show gaat over liefde en volwassen worden, en het leek ons niet de juiste plek.

## Afleveringen
| Aflevering | Titel                               | Uitzendingsdatum (VS) |
| ---------- | ----------------------------------- | --------------------- |
| 1          | Pilot                               | 14 januari 2013       |
| 2          | Lie with Me                         | 21 januari 2013       |
| 3          | Read Before Use                     | 28 januari 2013       |
| 4          | Fright Night                        | 4 februari 2013       |
| 5          | Dangerous Territory                 | 11 februari 2013      |
| 6          | Endgame                             | 18 februari 2013      |
| 7          | Caught                              | 25 februari 2013      |
| 8          | Hush Hush                           | 4 maart 2013          |
| 9          | The Great Unknown                   | 11 maart 2013         |
| 10         | The Long and Winding Road Not Taken | 18 maart 2013         |
| 11         | Identity Crisis                     | 25 maart 2013         |
| 12         | A First Time for Everything         | 1 april 2013          |
| 13         | Kiss Yesterday Goodbye              | 8 april 2013          |
| 14         | Win Some, Lose Some                 | 25 oktober 2013       |
| 15         | Express Yourself                    | 1 november 2013       |
| 16         | Strings Attached                    | 8 november 2013       |
| 17         | Borderline                          | 15 november 2013      |
| 18         | Too Close for Comfort               | 22 november 2013      |
| 19         | The Safety Dance                    | 6 december 2013       |
| 20         | I Heard a Rumor                     | 13 december 2013      |
| 21         | The Second Time Around              | 20 december 2013      |
| 22         | Under Pressure                      | 3 januari 2014        |
| 23         | Date Expectations                   | 10 januari 2014       |
| 24         | Hungry Like the Wolf                | 17 januari 2014       |
| 25         | This Is the Time                    | 24 januari 2014       |
| 26         | Run to You                          | 31 januari 2014       |